# B't X
B't X (ビート・エックス) é uma série de mangá de ficção científica publicada em (16 volumes) no Brasil pela Editora JBC e posteriormente adaptada para a televisão como anime (25 episódios) e mais 14 OVAs da série B'tx Neo, lançado no Japan no formato VHS, DVD. Criada por Masami Kurumada, mesmo criador de Cavaleiros do Zodíaco. B'tx foi ao ar de 6 de abril de 1996 a 21 de setembro de 1996 no canal Tokyo Broadcasting System, conhecido como TBS. Sua segunda fase, B'tx Neo, foi lançada em agosto de 1997, em formato OVA diretamente pro mercado de home video. No Japão, os 16 volumes do mangá de B'tX vendeu um total de 4 milhões de cópias em sua primeira publicação.

## Trama da série
Teppei Takamiya, um jovem capataz de uma fazenda localizada na ilha Kamui, ao norte do Japão. Seu irmão mais velho, Katarou Takamiya, deixou o Japão para estudar robótica na Alemanha e se tornou um dos mais importantes cientistas do mundo.
Cinco anos mais tarde, os dois irmãos se reúnem em uma feira de robótica em Mechatopia, na China, onde Kotarou anuncia ao mundo sua maior e mais impressionante descoberta na área de inteligência artificial. Durante a convenção Kotarou se torna refém do impiedoso império máquina(império das maquinas), e é levado para "A Área", a base secreta do império máquina, que se oculta nas tempestades de areia do inóspito deserto de Gobi.
Intrigado com o misterioso "Punho Sagrado", e procurando entender seu significado e buscando resgatar seu irmão sequestrado, Teppei decide caçar os sequestradores de seu irmão, mas se depara com maquinas que nunca antes ele tinha visto. Mais tarde, ele descobriria que aquela maquina era um B't. Então Teppei se vê perseguido pelos B'ts do império das máquinas. Acaba ferido e sangrando.
Enquanto isso, dentro da fortaleza secreta do império máquina, Kotarou descobre que foi levado pela Major Aramis, um dos soldados do império máquina, que visa adquiri conhecimentos para impedir a evolução do B't mais poderoso do império.

## B'tx
O B'tx é a máquina de combate mais poderosa que existe. O B't é uma unidade de luta dotada de inteligência artificial, que usa a simbiose com seu operador para desempenhar as mais incríveis e inimagináveis técnicas de combate. Por isso o grande temor do Doutor Kotarou Takamiya, de que tal arma seja totalmente assimilada pelo Império Máquina. Para descrever melhor tomemos como exemplo o B'tx de Teppei: O Kirin. O Kirin possui a forma de um animal, no caso um cavalo alado como o pégaso. O Kirin que através dos sintetizadores bio-simbióticos, que se assemelham a uma armadura no corpo de Teppei, associado ao "punho sagrado" em seu punho, se torna a mais letal máquina de combate já vista na face da terra.

## Personagens
| Personagens Principais |                                      | |
| Nome da Personagem     | Tipo de B'Tx                         | Descrição |
| Teppei Takamiya        | X, Kirin                             | Protagonista |
| Kotaro Takamiya        | n/a                                  | Cientista e Irmão de Teppei                                                                                                   |
| Karen                  | X, Shadow X (Projeto Irmão de Kirin) | Uma dos quatro cavaleiros. Ensinou todas as técnicas de combate e todo o conhecimento do B'tx a Teppei                        |
| Fou Lafine             | Je T'aime, Fênix (Ave Mitológica)    | um dos quatro cavaleiros |
| Ron                    | Raidô, Dragão Oriental/Seiryuu       | Outro dos quatro cavaleiros                                                                                                   |
| Hokuto                 | Max, Tartaruga                       | Outro dos quatro Cavaleiros                                                                                                   |
| Cara de Lata           | Madonna, triceratops                 | Tenente do Império Máquina que insiste em perseguir Teppei e frustrar seus planos, esconde seu rosto sob uma máscara de ferro |